# Cary (Caroline du Nord)
Pour les articles homonymes, voir Cary.
Cary (en anglais [ˈkæri]) est une ville américaine du comté de Wake et du comté de Chatham en Caroline du Nord. En 2007, la population de la ville est estimée à 121 457 habitants.

## Géographie
Située dans la région du Piedmont de l'est des États-Unis, Cary se trouve près du Research Triangle Park de la Caroline du Nord. Elle est bordée au nord et à l'est par Raleigh, au nord par Morrisville, au sud par Apex et Holly Springs, et à l'ouest par la région du lac Jordan. La ville est vallonnée, avec une grande partie des terres non aménagées couvertes de bois denses. Plusieurs ruisseaux et petits lacs parsèment la région, notamment le Lac Crabtree (en) au nord.
Presque tous les habitants de Cary se trouvent dans l'ouest du comté de Wake, avec des sections de taille de quartier dans le coin nord-est du comté de Chatham.

## Histoire
L'histoire de la ville commence en 1750 par une colonie appelée Bradford's Ordinary. Cent ans plus tard, la création de la ligne de chemin de fer entre New Bern et Hillsborough place Bradford's Ordinary sur une voie de commerce majeure. Cependant, la fondation de la ville est créditée à Allison Francis "Frank" Page, agriculteur et bucheron du comté de Wake, qui achète une portion de terrain près de la voie ferrée en 1854. Il nomma la ville Cary d'après Samuel Fenton Cary (en), un prohibitionniste qu'il admirait. La ville de Cary fut incorporée le 6 avril 1871.
SAS Institute a son siège social à Cary.

## Éducation
Au lycée privé Cary Academy, créé et en partie financé par SAS Institute, un programme d'apprentissage de langues étrangères particulièrement développé, permet aux élèves du lycée de niveau sophomore de participer à des échanges avec des pays variés dans le monde.

## Démographie
| 1880 | 1890 | 1900 | 1910 | 1920 | 1930 |
| ---- | ---- | ---- | ---- | ---- | ---- |
| 316  | 423  | 333  | 383  | 645  | 909  |

| 1940  | 1950  | 1960  | 1970  | 1980   | 1990   |
| ----- | ----- | ----- | ----- | ------ | ------ |
| 1 141 | 1 446 | 3 356 | 7 686 | 21 763 | 43 858 |

| 2000   | 2010    | - | - | - | - |
| ------ | ------- | - | - | - | - |
| 94 536 | 135 234 | - | - | - | - |

## Jumelage
- Le Touquet-Paris-Plage (France)

## Personnalités liées
- Max Povse (né en 1993), joueur de baseball américain y est né